# Tunnel René Konen
Le tunnel René Konen (en luxembourgeois : Tunnel René-Konen), antérieurement appelé tunnel du Saint Esprit (en luxembourgeois : Helleg-Geescht-Tunnel), est un tunnel routier situé dans le centre de Luxembourg et inauguré le 18 juin 1988.

## Historique
Les toutes premières mentions de projet de construction de cette liaison datent des déclarations gouvernementales des 4 juillet 1974 et 24 juillet 1979. Après plusieurs études techniques, le projet de « nouvelle jonction souterraine entre le Viaduc et la Côte d'Eich à Luxembourg » a été intégré au programme des travaux de grande voirie prévu par la loi du 2 décembre 1980, en modification de la loi du 16 août 1967.
L'objectif de cette construction est de décongestionner le centre-ville en absorbant la circulation de 25.000 véhicules par jour.
L'entièreté du projet a été réalisé dans une couche de grès de Luxembourg. Sa construction nécessita l'usage de deux techniques de construction différentes : la méthode de la tranchée couverte (sur 191 m) et l'usage d’un tunnelier (sur 447,5 m, sous la vieille ville). Les « premiers coups de pelle » eurent lieu en septembre 1983.
Pour cette dernière, la première étape consista à creuser séquentiellement deux galeries de pied, de 2,8 m de diamètre chacune, à l'aide d'un tunnelier. La galerie ouest fût achevée le 16 mars 1984 et la galerie est le 13 juillet 1984,. Par après, les piédroits en béton ont été coulés dans chaque galerie. Ensuite, les terrassements se sont poursuivis et des cintres et poutres métalliques ont été installés progressivement afin de renforcer la calotte avant le bétonnage définitif des parois. Une fois le gros œuvre terminé, les aménagements routiers et les équipements techniques ont pu être effectués.
Son inauguration a eu lieu le 13 juin 1988 en présence du grand-duc Jean de Luxembourg.
Le tunnel était initialement baptisé « Tunnel du Saint Esprit » en référence au plateau du Saint Esprit sous lequel celui-ci a été creusé. Toutefois, le 5 novembre 1998, par arrêté ministériel, celui-ci a été renommé en « Tunnel René Konen » en l'honneur de René Konen qui fut le ministre luxembourgeois des travaux publics entre 1979 et 1984 sous le Gouvernement Werner-Thorn-Flesch.

## Description
Constitué d'un tube unidirectionnel à deux bandes d'une longueur totale de 638,5 mètres, celui-ci permet au trafic automobile d'éviter les voies étroites de la Ville-Haute entre au sud, la Passerelle (en luxembourgeois : Aler Bréck) et, au nord, la Côte d'Eich (en luxembourgeois : Eecherbierg) et le Boulevard Royal.
Sur le plan administratif, le tunnel forme la majeure partie de la route nationale 57 qui n'est guère plus longue que l'ouvrage en lui-même puisque cette route ne mesure qu'un kilomètre de long, soit le tunnel en lui-même et ses bretelles d'accès et de sortie.